# Zymprecht Linz
Zymprecht Linz von Dorndorf, nascido por volta de 1460 em Ulm, cidade do Sacro Império Romano-Germânico, atual Alemanha, foi o Senhor da vila alemã de Dorndorf. Faleceu por volta de 1546 . Seu nome vem grafado também como Zimprecht, Lambert e Simperto em obras históricas sobre o período colonial brasileiro.

## Biografia
Filho do juiz municipal Konrad Linz, herdou do pai a concessão vitalícia do senhorio de Dorndorf. Deu prosseguimento ao processo de nobilitação iniciado pelo pai, obtendo de Hugo X, conde de Montfort, o direito de nomear o bailio de justiça e doze juízes ordinários.
Casou-se em 1490 com Barbara Gienger, filha de Matthäeus Gienger e Ursula Hutz. O casal gerou seis filhos:
- Konrad Linz von Dorndorf, primogênito, nascido em 1491;
- Hans Linz, que chegou a ser bailio de justiça. Foi o único filho de Zymprecht e Barbara a se converter ao protestantismo e, por isso, não teve direito à nobilitação concedida por Carlos V aos homens da família;
- Euphrosine Linz, nascida em 1500, ancestral direta do filósofo Friedrich Schiller;
- Hannah Linz, nascida em 1500;
- Sebald e Bartholomäeus, gêmeos, nascidos em 1508.

Em decorrência de complicações no parto dos gêmeos, Barbara Gienger morre. Viúvo, Zymprecht vive por mais quase quarenta anos.

## Descendentes
Alguns dos netos de Zymprecht e Barbara se tornaram colonizadores do Brasil: Christoph Linz, primogênito de Sebald, que se uniu em casamento a uma portuguesa; Roderich Linz e Konrad Linz, filhos de Hans, que se uniram a ameríndias nativas do Brasil; e Sebald Linz, filho de Bartholomäeus, que desposou uma das muitas filhas de Jerônimo de Albuquerque. São os ancestrais de todos os Lins brasileiros.